# مايكل نيوتن (لاعب هوكي الحقل)
مايكل نيوتن (بالإنجليزية: Michael Newton)‏ هو لاعب هوكي الحقل أمريكي، ولد في 10 مايو 1952.

## وصلات خارجية
- ميخائيل نيوتن على موقع أوليمبيديا (الإنجليزية)